# Olszyny (Mazovie)
Pour les articles homonymes, voir Olszyny.
Olszyny (prononciation : [ɔlˈʂɨnɨ]) est un village polonais de la gmina de Myszyniec dans le powiat d'Ostrołęka de la voïvodie de Mazovie dans le centre-est de la Pologne.
Il se situe à environ 9 kilomètres au sud-ouest de Myszyniec (siège de la gmina), 33 kilomètres au nord-ouest d'Ostrołęka (siège du powiat) et à 124 kilomètres au nord de Varsovie (capitale de la Pologne).

## Histoire
De 1975 à 1998, le village appartenait administrativement à la voïvodie d'Ostrołęka.